# Ausgehuniform
Die Ausgehuniform (Schweiz: Ausgangsuniform) ist eine für repräsentative Zwecke vorgesehene Anzugart uniformierter Organisationen.

## Deutschland

### Bundeswehr

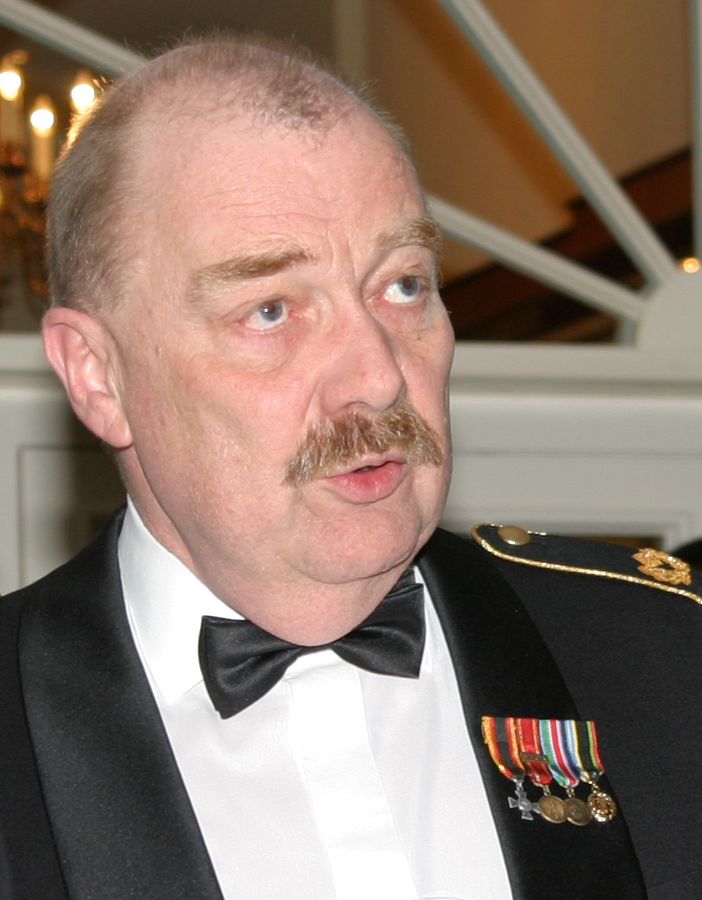
Der deutsche General Klaus Feldmann im Gesellschaftsanzug mit Orden und Ehrenzeichen in der Miniaturversion am Band

Die Bundeswehr verfügt über zwei Arten von Ausgehuniformen, den Dienstanzug sowie den Gesellschaftsanzug.

#### Dienstanzug
Die Bundeswehr unterscheidet heute zwischen dem Dienstanzug in der großen und dem in der „kleinen“ Form (letzteres ist umgangssprachlich; offiziell heißt es Großer Dienstanzug bzw. Dienstanzug Grundform). Der Dienstanzug in der Grundform (auch Kleiner Diener genannt) wird mit Uniformjacke und Halbschuhen getragen. Auch können Weglassen der Jacke, Weglassen der Krawatte (bei Tausch des Hemdes in ein Hemd mit kurzen Ärmeln) oder Pullover über dem Hemd (bei Wegfall der Uniformjacke) befohlen werden. Als Uniform für bestimmte offizielle Veranstaltungen und militärische Zeremonien (zum Beispiel das Feierliche Gelöbnis der Wehrdienstleistenden) wird der Große Dienstanzug mit Koppel und Kampfstiefeln (außer Marine) und mit Gefechtshelm statt mit Barett, Schiffchen bzw. Schirmmütze, befohlen.
Je nach Teilstreitkraft (Heer, Luftwaffe oder Marine) unterscheiden sich die Dienstanzüge in Ausführung, Abzeichen und Kopfbedeckung.

#### Gesellschaftsanzug
Der Gesellschaftsanzug darf nur zu festlichen Anlässen getragen werden, zu denen der zivile Gast Frack oder Smoking tragen würde. Er ist für Offiziere und Unteroffiziere zugelassen.
Weibliche Soldaten tragen zum langen dunkelblauen Rock eine weiße Bluse (am rechten Kragen der Bundesadler) mit langem, über der Brust gekreuztem Halstuch und darüber ein dunkelblaues, kurzes Samtjackett. Als Abwandlung ist ein kurzes, weißes Seidenjackett in Verbindung mit einer blauen Bluse zulässig.
Männliche Soldaten tragen den Gesellschaftsanzug Grundform (schwarzes Tuch beim Heer oder dunkelblaues Tuch bei Luftwaffe, Marine), bestehend aus Jackett mit Kettchenverschluss, Hose mit schwarzen (Heer) / dunkelblauen (Luftwaffe, Marine) Seidengalons und schwarzem Torerobund (Heer, Luftwaffe) oder Kummerbund (Heer, Luftwaffe, Marine). Dazu werden ein weißes Smokinghemd (mit verdeckter Knopfleiste, ohne Stehkragen, Rüschen und Stickereien), ein schwarzer Querbinder und schwarze, glatte Halbschuhe oder Lackschuhe getragen. Als Abwandlung kann auch ein schwarzes (Heer) oder blaues (Luftwaffe/Marine) Smokingjackett mit schwarzem/dunkelblauem Seidenschalkragen und mit schwarzem/dunkelblauem/blauem Satin überzogenen Schulterklappen (Heer, Luftwaffe) getragen werden. Die Dienstgradzeichen werden an den Schulterklappen in gestickter Form getragen. Das Jackett wird ohne Ärmelbänder, Kragenspiegel oder sonstige farbige Kennzeichnung getragen. Bei der Marine befinden sich die Dienstgradabzeichen auf den Ärmeln. Tätigkeits-, Leistungs- und Sonderabzeichen werden häufig in der gestickten Version getragen, Orden und Ehrenzeichen in der Miniaturversion am Band.

### Polizei
Für Uniformen der deutschen Polizei siehe Polizeiuniform (Deutschland).

### Feuerwehr
In den meisten Bundesländern gibt es neben der Einsatzkleidung auch eine Dienstuniform für besondere Anlässe und Veranstaltungen.

## Österreich

### Bundesheer
Die entsprechende Uniform wird beim Bundesheer Ausgangsanzug genannt, welcher sich grundsätzlich in großen (mit Tellerkappe) und kleinen Ausgangsanzug (mit Barett) aufteilt. Frauen können den Ausgangsanzug mit Uniformhose oder Uniformschoß tragen.
Bei besonders festlichen Anlässen (wie z. B. Bällen) wird die Gesellschaftsanzug genannte Uniformsorte mit einem weißen Uniformrock zu dunkelblauer Hose (Männer) bzw. weißem Uniformblouson und bodenlangem Kleid (Frauen). Zu unterscheiden ist der Ausgangsanzug von der Paradeuniform.

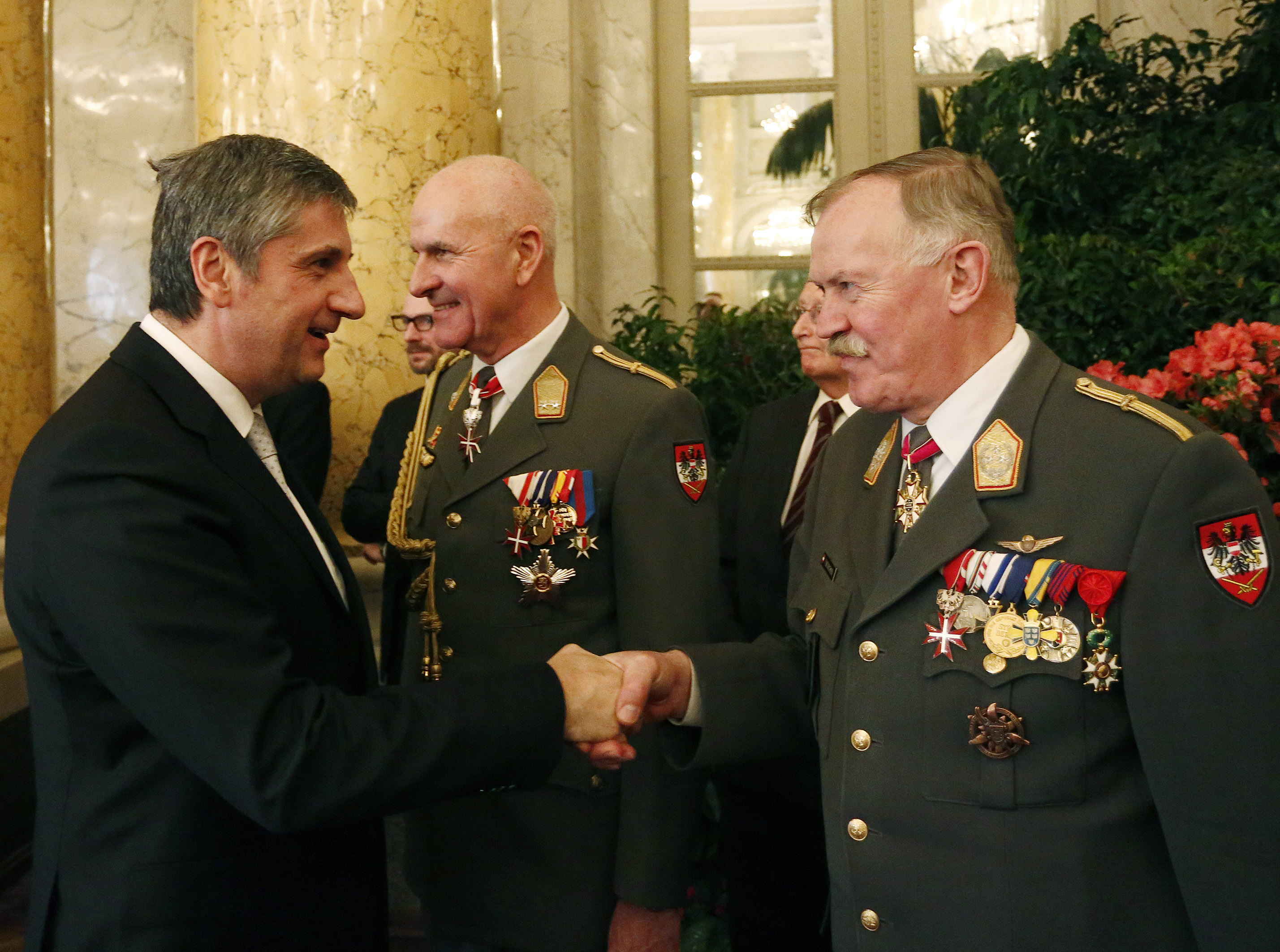
Im Ausgangsanzug beim Neujahrsempfang des diplomatischen Corps 2013
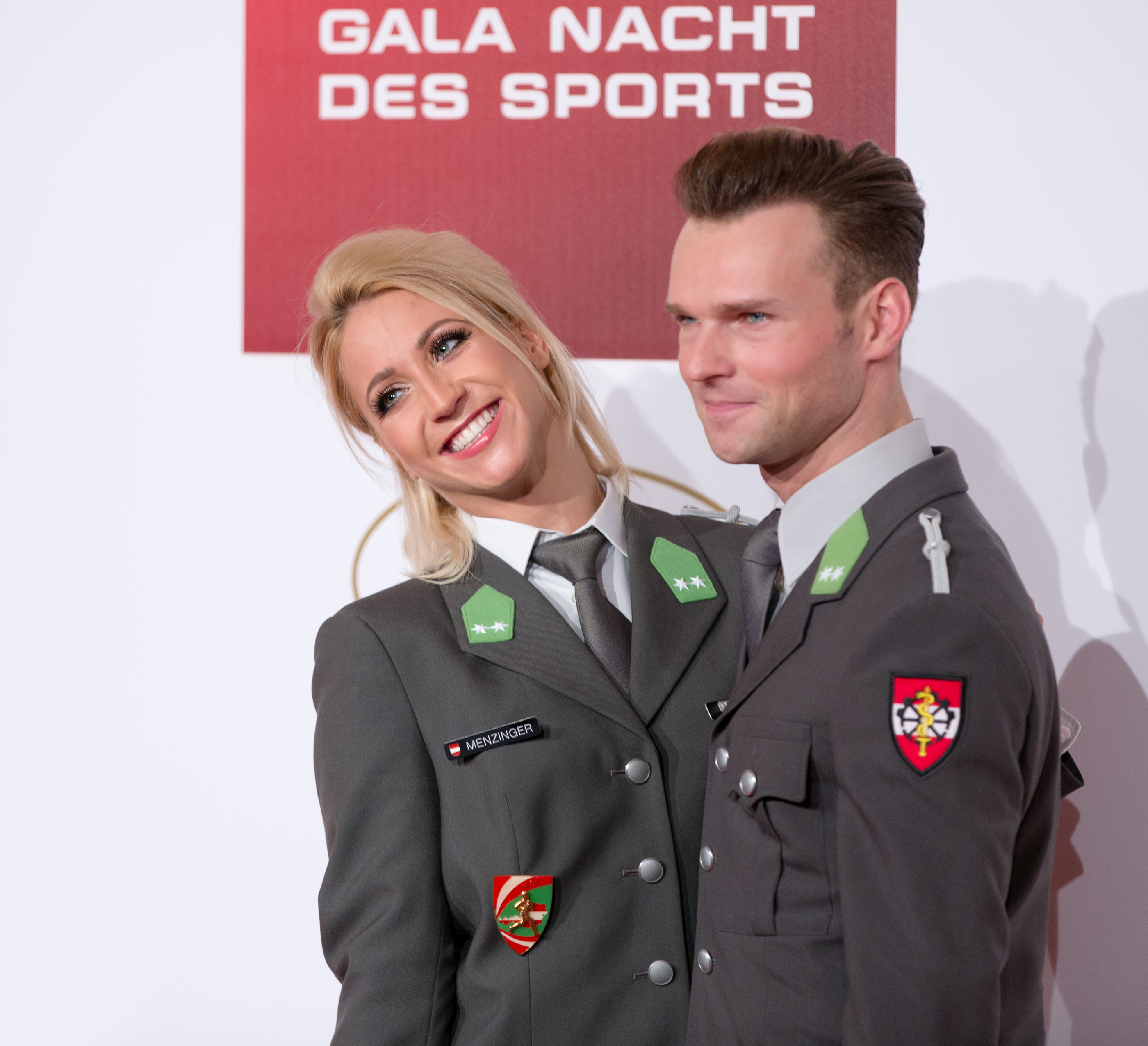

### Polizei

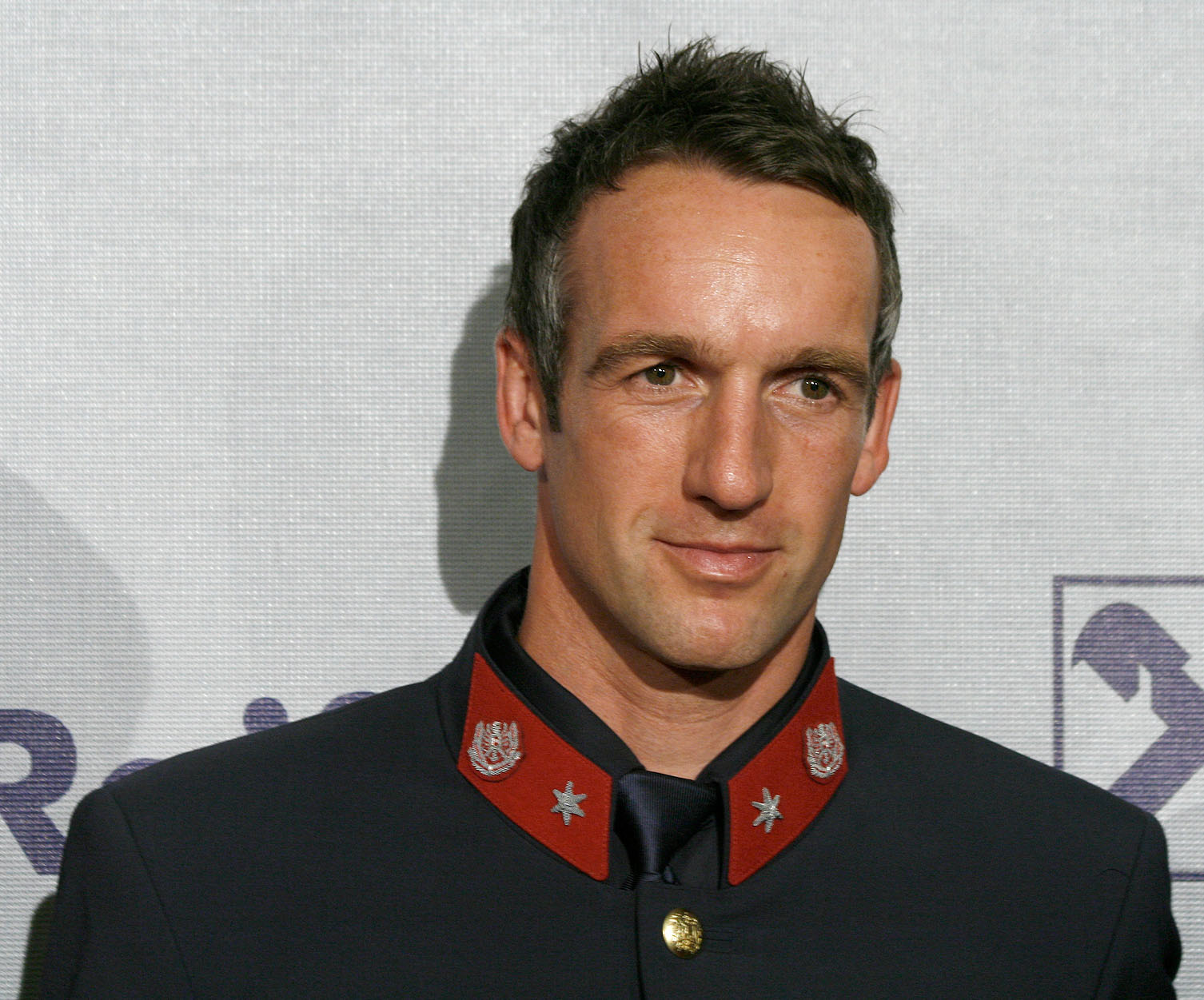
Christoph Sumann in Repräsentationsuniform der österreichischen Bundespolizei

Beim Wachkörper Bundespolizei bzw. den uniformierten Angehörigen der Sicherheitsbehörden besteht die Repräsentationsuniform genannte Anzugsart aus der blauen Uniformhose, dem blauen Uniformsakko (Männer) bzw. blauen Uniformblazer (Frauen), jeweils mit Stehkragen, auf welchem sich die Rangabzeichen befinden. Frauen können alternativ auch einen knielangen Uniformrock tragen. Als Kopfbedeckung wird die blaue Tellerkappe getragen. Nur den Angehörigen des Einsatzkommandos Cobra ist das Tragen des weinroten Baretts zur Repräsentationsuniform gestattet. Während der kalten Jahreszeit wird üblicherweise ein langer Mantel über der Repräsentationsuniform getragen.

## Schweiz

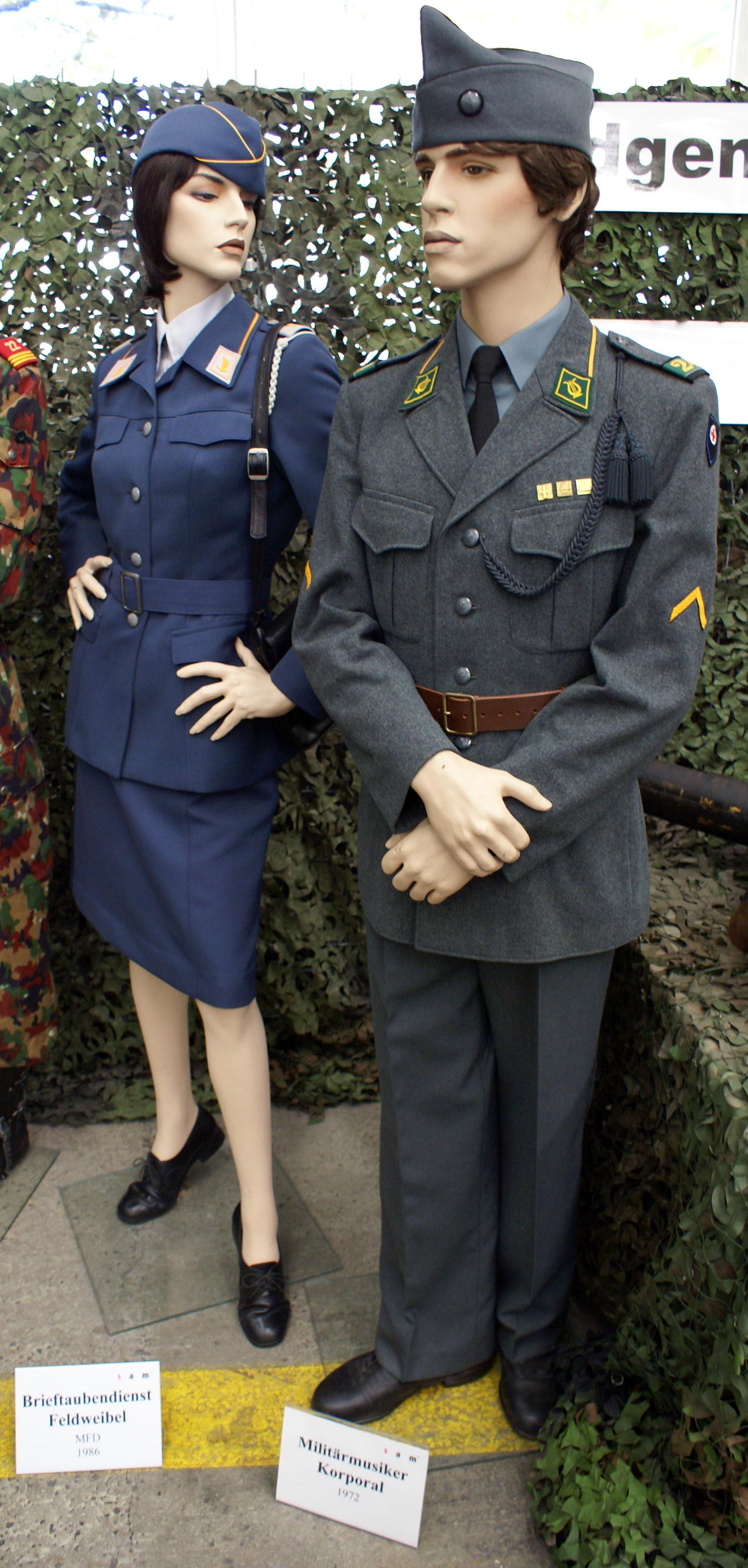
Unteroffiziere der Armee 61

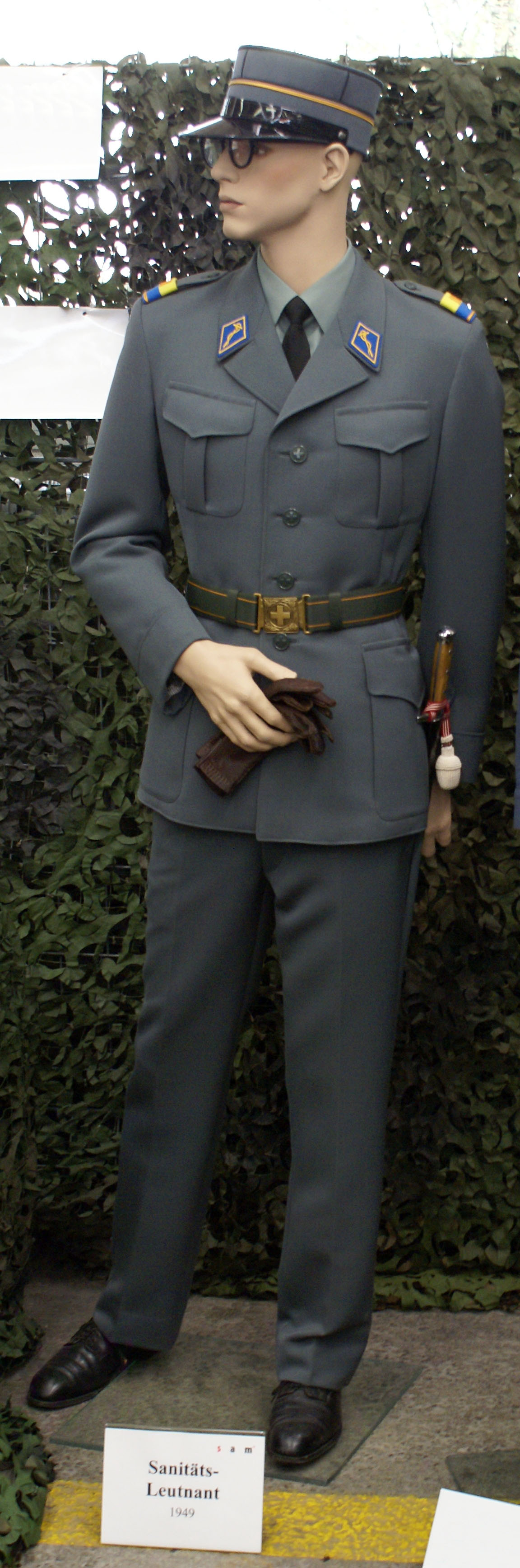
Offizier (Ordonnanz 1949)

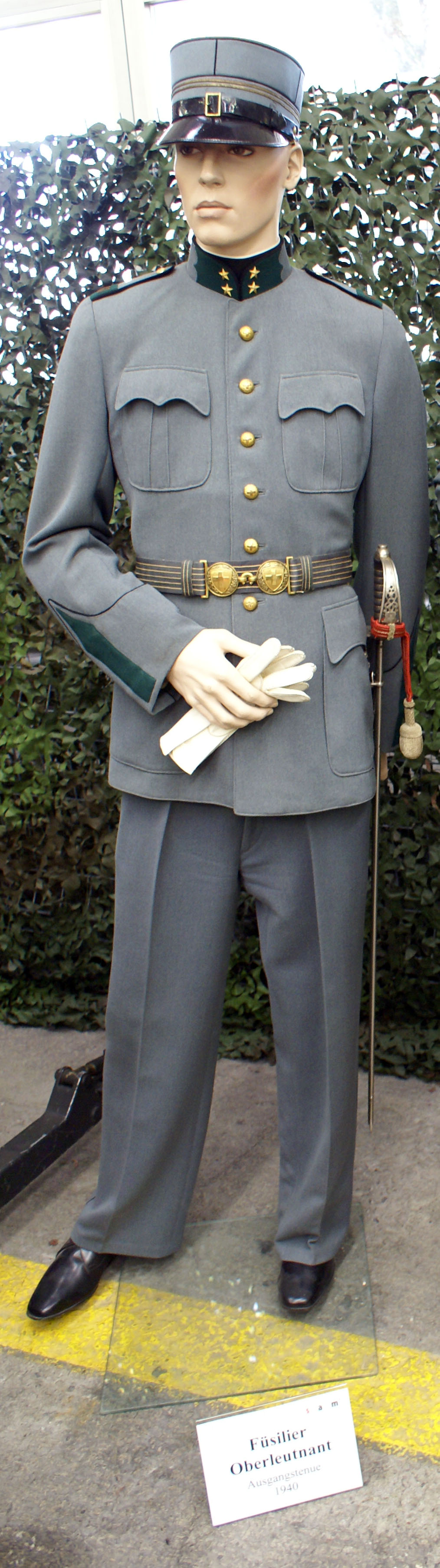
Schweizer Offizier (1940)

Die Ausgangsuniform 95 der Schweizer Armee, auch Tenü A genannt, besteht aus folgenden Uniformstücken:
- Ausgangsveston 95/06 bzw. Blazer 16 FDA [für Frauen] dunkelgrau;
- Ausgangshose 95/06 bzw. Hose 16 FDA hellgrau und/oder Jupe 16 FDA hellgrau;
- Hemd 90;
- Kurzarmhemd 90;
- Krawatte 95;
- Hosengurt elastisch, dunkelgrau bzw. Hosengurt 2000 FDA schwarz;
- Ausgangsmantel 02.

Seit 2025 gibt die Schweizer Armee die Ausgangsuniform aus Spargründen nicht mehr an alle Angehörigen der Armee ab, sondern nur noch bedarfsorientiert zur Erfüllung von Repräsentationspflichten.